# (14595) Peaker
(14595) Peaker (1998 SW32) – planetoida z pasa głównego asteroid okrążająca Słońce w ciągu 4,1 lat w średniej odległości 2,56 j.a. Odkryta 23 września 1998 roku.